# Busan Open Challenger Tennis 2012
Il Busan Open Challenger Tennis 2012 è stato un torneo professionistico di tennis giocato sul cemento. È stata la 10ª edizione del torneo che fa parte dell'ATP Challenger Tour nell'ambito dell'ATP Challenger Tour 2012. Si è giocato a Pusan in Corea del Sud dal 7 al 13 maggio 2012.

## Partecipanti

### Teste di serie
| Nazionalità   | Giocatore          | Ranking* | Testa di serie |
| ------------- | ------------------ | -------- | -------------- |
| Taipei cinese | Lu Yen-hsun        | 57       | 1              |
| Giappone      | Tatsuma Itō        | 80       | 2              |
| Svizzera      | Marco Chiudinelli  | 135      | 3              |
| Sudafrica     | Rik De Voest       | 139      | 4              |
| Sudafrica     | Izak van der Merwe | 158      | 5              |
| Thailandia    | Danai Udomchoke    | 173      | 6              |
| Taipei cinese | Yang Tsung-hua     | 175      | 7              |
| Israele       | Amir Weintraub     | 186      | 8              |

- Ranking al 30 aprile 2012.

### Altri partecipanti
Giocatori che hanno ricevuto una wild card:
- Chung Hong
- Jeong Suk-young
- Na Jung-Woong
- Nam Ji-sung

Giocatori passati dalle qualificazioni:
- Kim Cheong-eui
- Michael McClune
- Christopher Rungkat
- Kento Takeuchi

## Campioni

### Singolare
Tatsuma Itō ha battuto in finale  John Millman, 6–4, 6–3.

### Doppio
Yuki Bhambri /  Divij Sharan hanno battuto in finale  Hsieh Cheng-peng /  Lee Hsin-han, 1–6, 6–1, [10–5].